# Ördögtérgye Néptáncegyüttes
A Ördögtérgye Néptáncegyüttes 1999-ben alakult, Kolozsváron tanuló magyar diákokból. Az utánpótlás csoporttal együtt mára több, mint hatvan aktív taggal rendelkeznek. 2016-ig több, mint ezer fiatallal ismertették és szerettették meg a hagyományos népzenét és néptáncot. Névadójuk, az ördögtérgye, egyike tájaink hagyományos tojásírási motívumainak, felkelő nap, a megújulás szimbóluma.

## Vezetősége
A tánccsoport művészeti vezetője Both József, a Népművészet Ifjú Mestere díjjal kitüntetett táncos. Az utánpótlás csoportot Miklós Sándor és Román Márta irányítják. Az Ördögtérgye Néptáncegyüttes fenntartója az Ördögtérgye Egyesület.

## Tevékenysége, céljai
Az erdélyi és külföldi fellépések mellett a szórványban élő magyarsághoz is elviszik a táncot, igyekeznek értékként felmutatni számukra saját hagyományaikat. Tánc-összeállításaik lefedik Erdély nyugat-keleti átjáróját, Méhkerék, Kalotaszeg, Mezőség, Marosszék, Küküllőmente, valamint Felcsík és Gyimes tánckultúráját is színpadra állították.
Az együttes 2003 óta minden évben néptánctalálkozót szervez Kolozsváron, de résztvevője a sepsiszentgyörgyi néptánctalálkozóknak is. Egész estés műsoraikkal Budapesten, az Állami Népi Együttes színpadán, illetve a Kolozsvári Állami Magyar Operában és a Tamási Áron Színházban is felléptek.